# Проклетство имања Блај
Проклетство имања Блај (енгл. The Haunting of Bly Manor) америчка је хорор телевизијска серија коју је створио Мајк Фланаган за Netflix. Други је део антологијског серијала Проклетство. Темељи се на новели Окретај завртња Хенрија Џејмса. Главне улоге тумаче Викторија Педрети, Оливер Џексон Коен, Амелија Ив, Т’Нија Милер, Рахул Коли, Тахира Шариф, Амели Беа Смит, Бенџамин Еван Ејнсворт и Хенри Томас.
Приказана је 9. октобра 2020. године. Као и свој претходник, добила је позитивне рецензије критичара, који су посебно похвалили глуму Педретијеве и Милерове. Номинована је за неколико награда, а неке је и освојила. У децембру 2020. Фланаган је за Twitter изјавио да „нема планова за још поглавља” серије, али и додао да ће обавестити обожаваоце „ако се ствари промене”.

## Синопсис
Младу гувернанту унајмљује мушкарац да се брине о његовој нећакињи и нећаку на породичном сеоском имању након што је постао задужен за њихову бригу. Стигавши на имање Блај, она увиђа натприродне појаве које опседају просторије имања.

## Улоге
| Глумац                 | Улога            |
| ---------------------- | ---------------- |
| Викторија Педрети      | Данијела Клејтон |
| Оливер Џексон Коен     | Питер Квинт      |
| Амелија Ив             | Џејми Тејлор     |
| Карла Гуџино           | Џејми Тејлор     |
| Т’Нија Милер           | Хана Грос        |
| Рахул Коли             | Овен Шарма       |
| Камал Хан              | Овен Шарма       |
| Тахира Шариф           | Ребека Џесел     |
| Амели Беа Смит         | Флора Вингрејв   |
| Кристи Берк            | Флора Вингрејв   |
| Бенџамин Еван Ејнсворт | Мајлс Вингрејв   |
| Томас Николсон         | Мајлс Вингрејв   |
| Хенри Томас            | Хенри Вингрејв   |
| Данкан Фрејзер         | Хенри Вингрејв   |

## Епизоде
| Бр. еп. | Наслов                          | Редитељ                     | Сценариста        | Премијера        |
| ------- | ------------------------------- | --------------------------- | ----------------- | ---------------- |
| 1       | Дивно место                     | Мајк Фланаган               | Мајк Фланаган     | 9. октобар 2020. |
| 2       | Ученик                          | Киран Фој                   | Џејмс Фланаган    | 9. октобар 2020. |
| 3       | Два лица, први део              | Киран Фој                   | Дајана Адему Џон  | 9. октобар 2020. |
| 4       | Како је до свега дошло          | Лијам Гавин                 | Лори Пени         | 9. октобар 2020. |
| 5       | Олтар мртвих                    | Лијам Гавин                 | Анџела Ламана     | 9. октобар 2020. |
| 6       | Весело ћоше                     | Јоланда Рамке и Бен Хаулинг | Ребека Ли Клингел | 9. октобар 2020. |
| 7       | Два лица, други део             | Јоланда Рамке и Бен Хаулинг | Близанци Кларксон | 9. октобар 2020. |
| 8       | Љубав неке одређене старе одеће | Аксел Керолин               | Лија Фонг         | 9. октобар 2020. |
| 9       | Звер у џунгли                   | Е. Л. Кац                   | Џулија Бикнел     | 9. октобар 2020. |